# Кашуэйра-Дорада (Минас-Жерайс)
Кашуэйра-Дорада (порт. Cachoeira Dourada) — муниципалитет в Бразилии, входит в штат Минас-Жерайс. Составная часть мезорегиона Триангулу-Минейру-и-Алту-Паранаиба. Входит в экономико-статистический микрорегион Итуютаба. Население составляет 2321 человек на 2006 год. Занимает площадь 202,739 км². Плотность населения — 11,4 чел./км².

## История
Город основан 30 декабря 1963 года. 

## Статистика
- Валовой внутренний продукт на 2003 год составляет 32 322 431,00 реалов (данные: Бразильский институт географии и статистики).
- Валовой внутренний продукт на душу населения на 2003 год составляет 13 974,25 реалов (данные: Бразильский институт географии и статистики).
- Индекс развития человеческого потенциала на 2000 год составляет 0,753 (данные: Программа развития ООН).